# Mohammed Rafi
Mohammed Rafi (en hindi: मोहम्मद रफ़ी, en urdu: محمد رفیع‎, 24 de diciembre de 1924-31 de julio de 1980) fue un músico y cantante indio de Bollywood. Rafi cantó en muchas lenguas regionales como hindi, urdu, bengalí, panyabi, oriya, marathi, sánscrito, bhojpuri y telugu, sin embargo, es conocido y famoso —principalmente— por ser cantante del cine indio (también conocido como "Bollywood"). Sus canciones son muy famosas en toda la India y también en todas las comunidades indias (emigrantes de India) en el mundo. Junto a Mukesh y Kishore Kumar, Rafi fue uno de los tres grandes cantantes de playback en Bollywood de los años 1950 hasta los 1970.
En occidente es conocida su canción "Jaan Pehechaan Ho", la cual fue incluida en la película Ghost World (2001), dirigida por Terry Zwigoff y protagonizada por Scarlett Johanson, Thora Birch y Steve Buscemi.

## Comienzos de su carrera en Mumbai
Rafi se mudó a Bombay (ahora Mumbai), Maharashtra en 1944. Él y Hameed Sahab alquilaron una habitación de diez por diez pies en la concurrida zona del centro de Bhendi Bazar. El poeta Tanvir Naqvi le presentó a productores de cine como Abdur Rashid Kardar, Mehboob Khan y el actor y director Nazeer. Shyam Sunder estaba en Bombay y le dio la oportunidad a Rafi de cantar a dúo con el GM Durrani, "Aji dil ho kaabu mein to dildar ki aisi taisi...", para Gaon Ki Gori, que se convirtió en la primera canción grabada de Rafi en una película en hindi. Siguieron otras canciones.
La primera canción de Rafi con Naushad fue "Hindustan Ke Hum Hain" con Shyam Kumar, Alauddin y otros, de Pehle Aap (1944) de AR Kardar. Casi al mismo tiempo, Rafi grabó otra canción para la película de 1945 Gaon Ki Gori, "Aji Dil Ho Kaaboo Mein". Consideró que esta canción era su primera canción en hindi.
Rafi apareció en dos películas. Apareció en la pantalla para las canciones "Tera Jalwa Jis Ne Dekha" en la película Laila Majnu (1945) y "Woh Apni Yaad Dilane Ko" en la Película Jugnu (1947). Cantó varias canciones para Naushad como parte del coro, incluyendo "Mere Sapnon Ki Rani, Roohi Roohi" con KL Saigal, de la película Shahjahan (1946). Rafi cantó "Tera Khilona Toota Balak" de Anmol Ghadi (1946) de Mehboob Khan y un dúo con Noor Jehan en la película de 1947 Jugnu, "Yahan Badla Wafa Ka". Después de la partición, Rafi decidió quedarse en India e hizo que el resto de su familia volara a Bombay .Pakistán e hizo pareja con el cantante de reproducción Ahmed Rushdi.
En 1949, Rafi recibió canciones en solitario de directores musicales como Naushad (Chandni Raat, Dillagi y Dulari), Shyam Sunder (Bazaar) y Husnalal Bhagatram (Meena Bazaar).
Además de KL Saigal, a quien consideraba su favorito, Rafi también fue influenciado por el GM Durrani. En la primera fase de su carrera, a menudo siguió el estilo de canto de Durrani, pero luego desarrolló su propio estilo único. Cantó con Durrani en algunas de las canciones como "Humko Hanste Dekh Zamana Jalta Hai" y "Khabar Kisi Ko Nahiin, Woh Kidhar Dekhte" (Beqasoor, 1950).
En 1948, después del asesinato de Mahatma Gandhi, el equipo de Husanlal Bhagatram-Rajendra Krishan-Rafi había creado durante la noche la canción "Suno Suno Ae Duniyawalon, Bapuji Ki Amar Kahani". Fue invitado por el primer ministro indio, Jawaharlal Nehru, a cantar en su casa. En 1948, Rafi recibió una medalla de plata de Jawaharlal Nehru en el Día de la Independencia de la India.

## Carrera discográfica en las décadas de 1950 y 1960
En su carrera temprana, Rafi se asoció con muchos directores de música contemporánea, sobre todo Naushad Ali. Durante las décadas de 1950 y 1960, trabajó con otros compositores de la época como OP Nayyar, Shankar Jaikishan, SD Burman y Roshan.

### Trabajos con Naushad
Según Naushad, Rafi se acercó a él con una carta de recomendación del padre de Naushad. La primera canción de Rafi para Naushad Ali fue "Hindustan Ke Hum Hain" ("Pertenecemos a Hindustan") para la película Pehle Aap en 1944. La primera canción del dúo fue la banda sonora de la película Anmol Ghadi (1946).
La asociación de Rafi con Naushad ayudó al primero a establecerse como uno de los cantantes de reproducción más destacados del cine hindi. Canciones de Baiju Bawra (1952) como "O duniya ke rakhwale" y "Man tarpat hari darshan ko aaj" promovieron las credenciales de Rafi. Rafi terminó cantando un total de 149 canciones (81 de ellas en solitario) para Naushad. Antes de Rafi, el cantante favorito de Naushad era Talat Mahmood. Una vez, Naushad encontró a Talat fumando durante una grabación. Estaba molesto y contrató a Rafi para que cantara todas las canciones de la película Baiju Bawra.

### Trabajos con SD Burman
SD Burman usó a Rafi como voz cantante de Dev Anand y Guru Dutt. Rafi trabajó con Burman en 37 películas, incluyendo Pyaasa (1957), Kaagaz Ke Phool (1959), Kaalaa Baazaar, Nou Do Gyaaruh, Kaala Paanee, Tere Ghar Ke Saamne (1963), Guide (1965), Aaradhana (1969), Ishk Par Zor Nahee (1971) y Abhimaan (1973).

### Trabajos con Shankar – Jaikishan
La asociación de Rafi con Shankar Jaikishan fue una de las más famosas y exitosas de la industria cinematográfica hindi. Bajo Shankar – Jaikishan, Rafi produjo algunas de sus canciones para actores como Shammi Kapoor y Rajendra Kumar. De los seis premios Filmfare, Rafi ganó tres por canciones de SJ: "Teree Pyaaree Pyaaree Soorat Ko", "Bahaaron Phool Bursao" y "Dil Ke Jhurokhe Mein". La canción "Yahoo! Chaahe Koee Mujhe Junglee Kuhe" fue cantada por Rafi, solo para ser igualada por una orquesta de ritmo rápido y una composición de Shankar Jaikishan. SJ hizo que Rafi reprodujera a Kishore Kumar en la película Sharaarat ("Ajab hei daastaan teri yeh zindagi"). Rafi cantó un total de 341 temas (216 en solitario) para Shankar – Jaikishan. Entre las películas de esta combinación se encuentran Basant Bahar, Professor, Junglee, Asli Naqli, Rajkumar, Suraj, Brahmachari, Arzoo, An Evening in Paris, Dil Tera Deewana, Yakeen, Prince, Love in Tokyo, Beti Bete, Dil Ek Mandir, Dil Apna Aur Preet Parai, Gaban y Jab Pyar Kisi Se Hota Hai.

### Trabajos con Ravi
Rafi obtuvo su primer premio Filmfare por la canción principal de Chaudhvin Ka Chand (1960), compuesta por Ravi. Recibió el Premio Nacional por la canción "Baabul Kee Duaen Letee Jaa" de la película Neel Kamal (1968), también compuesta por Ravi. Rafi lloró durante la grabación de esta canción. Lo admitió en su entrevista con la BBC en 1977.
Ravi y Rafi produjeron varias otras canciones en las películas China Town (1962), Kaajal (1965), Do Badan (1966) y Ek Phool Do Maali (1969).

### Trabajos con Madan Mohan
Madan Mohan fue otro compositor cuyo cantante favorito era Rafi. El primer solo de Rafi con Madan Mohan en Aankhen (1950) fue "Hum Ishk Mein Burbaad Hein Burbaad Ruhenge". Se unieron para producir muchas canciones, incluidas "Teree Aankhon Ke Sivaa", "Yeh Duniyaa Yeh Mehfil", "Tum Jo Mil Guye Ho", "Kur chule hum fidaa", "Meree Aawaaz Suno" y "Aap Ke Pehlu". Mein Aakur.

### Trabajos con OP Nayyar
Rafi y OP Nayyar (OP) crearon música en las décadas de 1950 y 1960. OP Nayyar fue citado una vez diciendo "Si no hubiera habido Mohd. Rafi, no habría habido OP Nayyar". Él y Rafi crearon muchas canciones juntos, incluida "Yeh Hai Bombay Meri Jaan". Consiguió que Rafi cantara para el cantante y actor Kishore Kumar - "Man Mora Baawara" para la película Raagini. Más tarde, Rafi cantó para Kishore Kumar en películas como Baaghi, Shehzaada y Shararat. OP Nayyar usó a Rafi y Asha Bhosle para la mayoría de sus canciones. El equipo creó muchas canciones a principios de los años 50 y 60 para películas como Naya Daur (1957), Tumsa Nahin Dekha(1957), Ek Musafir Ek Hasina (1962) y Kashmir Ki Kali (1964). Rafi cantó un total de 197 temas (56 en solitario) para Nayyar. Las canciones "Jawaaniyan yeh mast mast" y la canción principal "Yun to humne lakh hansee dekhe hain, tumsa nahin dekha" de la película Tumsa Nahin Dekha fueron éxitos. Les siguieron canciones como "Taareef karoon kya uski jisne tumhe banaya" de Kashmir ki Kali.
Rafi y OP tuvieron una pelea durante la grabación de la película "Sawan ki Ghata". Como lo reveló OP durante una de sus entrevistas; Rafi se presentó tarde a la grabación indicando que estaba atrapado en la grabación de Shankar Jaikishan. OP luego declaró que a partir de ahora él tampoco tenía tiempo para Rafi y canceló la grabación. No trabajaron juntos durante los siguientes 3 años.

### Trabajos con Laxmikant-Pyarelal
El dúo de compositores Laxmikant – Pyarelal (LP) patrocinó a Rafi como uno de sus cantantes, desde su primera canción de la película Parasmani (1963). Rafi y LP ganaron el premio Filmfare por la canción "Chaahoonga Mein Tujhe Saanjh Suvere" de Dosti (1964). Rafi rindió el mayor número de canciones para este dúo de directores musicales Laxmikant-Pyarelal, en comparación con todos los directores musicales: 388.
Una vez, cuando el compositor Nisar Bazmi (que había emigrado a Pakistán) no tenía suficiente dinero para pagarle, Rafi cobró una tarifa de una rupia y cantó para él. También ayudó económicamente a los productores. Como observó una vez Laxmikant (del dúo Laxmikant-Pyarelal): "Siempre dio sin pensar en las ganancias".

### Trabajos con Kalyanji Anandji
Kalyanji Anandji compuso alrededor de 170 canciones con la voz de Rafi. La relación de Kalyanji con Rafi comenzó con la película de 1958, Samrat Chandragupta, su primera película como compositor solista. Kalyani-Anandji y Rafi trabajaron juntos para la música de la estrella de Shashi Kapoor Haseena Maan Jayegi (1968), que incluía canciones como "Bekhudi Mein Sanam" y "Chale The Saath Milke".

### Trabajos con cantantes contemporáneos
Rafi se asoció con varios de sus contemporáneos, cantando a dúo con ellos y en ocasiones para ellos (como en el caso de Kishore Kumar, quien también era actor). Rafi cantó el mayor número de dúos con Asha Bhonsle (mujer), Manna Dey (hombre) y Lata Mangeshkar (mujer).
En la canción "Humko Tumse Ho Gaya Hai Pyaar Kya Karein" (Amar Akbar Anthony), Rafi cantó una canción con Kishore Kumar, Lata Mangeshkar y Mukesh, los cantantes más legendarios de Bollywood. Esta fue probablemente la única vez que todos ellos interpretaron sus voces para una canción.

### Trabajos con otros directores musicales
Rafi cantó con frecuencia para todos los directores musicales durante su vida, incluidos Roshan, Jaidev, Khayyam, Rajesh Roshan, Ravindra Jain, Bappi Lahiri, Sapan Jagmohan, etc. Tuvo una asociación especial e importante con Usha Khanna, Sonik Omi, Chitragupta, SN Tripathi, N. Datta y RD Burman. También cantó para muchos directores de música de poca monta y menos conocidos. Muchos para los que cantó gratis mientras hacía inmortales sus composiciones. Como él creía desinteresadamente en ayudar financieramente a los productores y ayudar a los pequeños proyectos que no podían pagar mucho. Muchos en la industria recibieron ayuda financiera regular de Rafi.

### Álbumes privados
Rafi cantó varias canciones en Chris Perry 's konkani Golpea disco de oro con Lorna Cordeiro. Grabó muchos álbumes privados en varios géneros e idiomas. Rafi grabó canciones en hindi en inglés en el lanzamiento de 7 en 1968. También cantó 2 canciones en criollo durante su visita a Mauricio a fines de la década de 1960.

### Problema de regalías
En 1962-63, la popular cantante de reproducción femenina Lata Mangeshkar planteó la cuestión de la participación de las cantantes de reproducción en las regalías. Reconociendo la posición de Rafi como el principal cantante masculino de reproducción, ella quería que él la respaldara al exigir una mitad de la regalía de la canción del 5% que el productor de la película concedía a compositores selectos. Rafi se negó a ponerse del lado de ella, afirmando que su reclamo sobre el dinero del productor de la película terminó con el pago de la tarifa acordada por la canción. Rafi argumentó que el productor asume un riesgo financiero y el compositor crea la canción, por lo que el cantante no tiene ningún derecho sobre el dinero de las regalías. Lata vio su postura como un obstáculo en el tema de las regalías y afirmó que es por el nombre del cantante también que los discos se venden. Esta diferencia de opinión condujo posteriormente a diferencias entre los dos. Durante la grabación de "Tasveer Teri Dil Mein" (Maya, 1961), Lata discutió con Rafi sobre cierto pasaje de la canción. Rafi se sintió menospreciado, ya que el director musical Salil Chowdhury se puso del lado de Lata. La situación empeoró cuando Lata declaró que ya no cantaría con Rafi. Rafi dijo que estaba tan interesado en cantar con Lata como ella lo estaba con él. El director musical Jaikishan luego negoció una reconciliación entre los dos. En una entrevista concedida a The Times of India el 25 de septiembre de 2012, Lata afirmó haber recibido una disculpa por escrito de Rafi. Sin embargo, Shahid Rafi, el hijo de Mohammad Rafi, rechaza el reclamo y lo califica como un acto para deshonrar la reputación de su padre.

## Principios de la década de 1970
En la década de 1970, Rafi sufrió una infección de garganta durante un largo periodo de tiempo. Durante un breve periodo entonces, grabó menos canciones. Aunque su producción musical fue relativamente baja durante este periodo, Rafi cantó algunos de sus mejores y más populares números, como «Yeh Duniya Yeh Mehfil», «Gulabi Aankhen», «Jhilmil Sitaron Ka Aangan Hoga», «Koi Nazrana Lekar Aaya Hu», «Aaya Re Khilonewala», «Tum Mujhe Yun Bhula Na Paaoge», «Re Mama Re Mama Re», “Nafrat Ki Duniya Ko”, “Ye Jo Chilman Hai”, “Kuchh Kehta Hai Ye Saawan”, “Kitna Pyaara Wada”, “Chalo Dildaar Chalo”, “Aaj Mausam Bada Be-Imaan Hai”, “Chura Liya Hai Tumne”, “Yaadon Ki Baaraat Nikli Hai Aaj Dil Ke Dwaare”, “Teri Bindiya Re”, por nombrar algunas. 